# Christopher Fairbank
Christopher E. Fairbank (ur. 4 października 1953 w Hertfordshire) – brytyjski aktor filmowy, teatralny i telewizyjny. W kwietniu 1974 ukończył Royal Academy of Dramatic Art i pracował w teatrze, filmie, telewizji, radiu, a także w reklamach radiowych i telewizyjnych, jako narrator filmów dokumentalnych i pokładał głos w kreskówkach. Przez lata zdobył reputację jednego z najbardziej wszechstronnych aktorów swojego pokolenia.

## Filmografia

### Filmy
- Agata (1979)
- Jak daleko stąd do Babilonu? (1982, How Many Miles to Babylon?) jako Jerry
- Auf Wiedersehen, Pet (1983-2004) jako Albert Arthur Moxey
- Obfitość (1985) jako Spencer
- Wojna Hanny (1988, Hanna’s War) jako Ruven
- Batman (1989) jako Nic
- Hamlet (1990) jako Gracz Królowa
- Biały myśliwy, czarne serce (1990) jako Tom Harrison, dyrektor artystyczny
- Obcy III (1992, Alien 3) jako Murphy
- Umrzeć to za mało (1992, Framed) jako Sydney Jefferson
- Prime Suspect 3 (1993) jako inspektor David Lyall
- Crocodile Shoes (1994) jako Alan Clark
- Into the Fire (1996) jako Joyce
- Piąty element (1997, The Fifth Element) jako prof. Mactilburgh
- The Scarlet Pimpernel (1999) jako Fumier
- Anazapta (2001) jako Steward
- Bunkier SS (2001, The Bunker) jako sierżant Heydrich
- Ciśnienie (2002, Below) jako Pappy
- Comic Relief 2003: The Big Hair Do (2003) jako Albert Arthur Moxey
- Gol! (2005) jako Foghorn
- Wallace i Gromit: Klątwa królika (2005) – różne głosy
- Wpuszczony w kanał (2006) jako Thimblenose Ted (głos)
- Gol 3 (2009) jako Foghorn
- Piraci z Karaibów: Na nieznanych wodach (2011) jako Ezekiel
- Jack pogromca olbrzymów (2013) jako wujek
- Strażnicy Galaktyki (2014) jako makler
- Herkules (2014) jako Gryza
- Lady M. (2016) jako Boris Leter
- Papillon. Motylek (Papillon, 2017) jako Jean Castilli

### Seriale TV
- Bergerac (1987) jako Sydney Sterrat
- Na sygnale) (1987) jako Gerald Bryant
- Żar tropików (1993) jako Patrick
- Główny podejrzany (1993) jako szef inspektor David Lyall
- Milczący świadek (1997) jako Chris Palmer
- Tajniacy (2003) jako Gordon Blaney
- Nowe triki (2006) jako Tommy Gerrard
- Morderstwa w Midsomer (2007) jako Ronnie Tyler
- Powstać z popiołów (2008) jako David Bonds
- Przygody Merlina (2008) jako Czarny Rycerz
- Rząd (2013) jako Vassily Andrejew
- Doktor Who (2014) jako Fenton
- Tabu) (2017) jako Ibbotson
- Vera (2018) jako Robert Naresby

### gry wideo
- The Getaway: Black Monday (2004) – różne głosy
- Killzone: Liberation (2006) jako generał Armin Metrac (głos)
- Medieval II: Total War (2006) – głos
- Heavenly Sword (2007) – różne głosy
- Age of Conan: Hyborian Adventures (2008) – głos
- Fable II (2008) – głos
- Killzone 2 (2009) – głos